# Tepalzingo
Tepalzingo es una localidad de México localizada en el municipio de Tulancingo de Bravo en el estado de Hidalgo.

## Geografía
Se encuentra en la región geográfica del Valle de Tulancingo, le corresponden las coordenadas geográficas 20° 08’ 29.692” de latitud norte y 98° 16’ 42.411” de longitud oeste, con una altitud de 2265 m s. n. m. En cuanto a fisiografía se encuentra en la provincia de la Eje Neovolcánico, dentro de la subprovincia del Lagos y Volcanes de Anáhuac; su terreno es de sierra. En lo que respecta a la hidrografía se encuentra posicionado en la región del Pánuco, dentro de la cuenca del río Moctezuma, y dentro de las subcuenca del río Metztitlán. Cuenta con un clima templado subhúmedo con lluvias en verano, de humedad media.

## Demografía
En 2020 registró una población de 1023 personas, lo que corresponde al 0.60 % de la población municipal. De los cuales 495 son hombres y 528 son mujeres.
| Gráfica de evolución demográfica de Tepalzingo entre 1960 y 2020                             |
|                                                                                              |
| Población de los censos y conteos del Instituto Nacional de Estadística y Geografía (INEGI). |